# Johann Schweigger
Johann Salomo Christoph Schweigger (1779 - 1857) fue un físico y químico alemán, profesor de matemáticas e inventor del primer galvanómetro conocido.

## Vida
Johan Schweigger nació en Erlangen el 8 de abril de 1779. Su padre, el teólogo Christoph Lorenz Schweigger, era archidiácono de la Sociedad Cristiana de Erlangen. Johan estudió primero filosofía en su ciudad natal, doctorándose el 7 de abril del año 1800. Su disertación versaba sobre las Odas de Homero y fue llevada a cabo bajo la dirección del filósofo Franz August Wolf. Sin embargo, durante sus años de estudiante Schweigger conoció al físico-químico Georg Friedrich Hildebrandt, al matemático]] e ingeniero Karl Christian Landsdorff y al astrónomo Johann Tobias Mayer quienes lo llevaron a cambiar radicalmente su orientación académica. Así, se volcó a las matemáticas y las ciencias naturales durante tres años, hasta que en 1803 obtuvo su promoción y habilitación como catedrático (Privatdozent).
En octubre de 1803 comenzó su labor como profesor de matemática y física en el Gimnasio de Bayreuth, desde 1811 a 1816 tuvo un cargo en la Escuela Politécnica de Núremberg. Esta breve estancia en Núremberg tuvo gran importancia en el desarrollo de su carrera profesional y en el desarrollo de sus futuras investigaciones científicas. Allí en 1811 se hizo cargo de la edición del Jornal de química y física (Journals für Chemie und Physik) de Adolf Gehlen. La dirección de esta importante publicación le dio a Schweigger la oportunidad de profundizar sus conocimientos en físico-química y estar al tanto de las últimas investigaciones. Años después, él mismo fundó una continuación de esta publicación en 1828, el Anuario de física y química (Jahrbuch für Chemie und Physik) que posteriormente pasó a manos del hijo adoptivo de su hermano, el médico Franz Wilhelm Schweigger-Seidel.
Luego de su estancia en Núremberg, fue profesor de física y química en Erlagen, su ciudad natal, hasta que en 1819 fue llamado por la Universidad de Halle. La mayor producción científica de Schweigger se dio precisamente en sus años de docencia universitaria en Halle. Murió en esta ciudad el 6 de septiembre de 1857.

## Obras
- Introducción a la mitología desde el punto de vista de las ciencias naturales (Einleitung in die Mythologie auf dem Standpunkte der Naturwissenschaft), Halle, 1836.
- Sobre los misterios de las ciencias naturales en su relación con la literatura de la antigüedad (Über naturwissenschaftliche Mysterien in ihrem Verhältnis zur Litteratur des Altertums), Halle, 1843.
- Sobre el electrón de los antiguos (Über das Elektron der Alten), Greifswald, 1848.
- Sobre las baterías estequiométricas (Über die stöchiometrischen Reihen), Halle, 1853...